# SN 1999es
SN 1999es – supernowa typu Ia odkryta 2 listopada 1999 roku w galaktyce A023243+2227. W momencie odkrycia miała maksymalną jasność 18,50m.